# Juicing
Juicing é uma dieta que consiste em se alimentar, através de sucos de frutas, verduras e legumes crus processados em uma centrífuga ou outro processo similar que consiga extrair o sumo dos ingredientes, geralmente em jejum (Juice fasting), com intuito de eliminar, segundo seus adeptos , elementos tóxicos do organismo.

## Vantagens
Além de sua alcalinidade e propriedade desintoxicante, o juicing possibilita o seu preparo em casa, sendo assim uma alternativa para a compra de sucos comerciais, e pode também ser benéfico para compensar o déficit de consumo   de vegetais em pessoas que se alimentam de dietas pobres de frutas, verduras e legumes. Portanto esta dieta promove o consumo de frutas e vegetais crus em seu cardápio.
Um fator que define o cold press juicing como uma dieta da moda  é seu efeito colateral positivo de contribuir com a perda de peso através de sucos que contenham ingredientes "emagrecedores" .

## Medicina alternativa
Adeptos da Medicina alternativa podem acreditar que a ingestão se sucos de vegetais crus em jejum é que capaz de curar diversas doenças  desde a dor crônica, câncer, depressão, artrite, infecções graves que resistiram antibióticos, doenças autoimunes, entre outras.

## Contestações
Há contestações que afirmam que não existem evidências científicas sólidas que comprovam que o sumo extraído de vegetais é mais saudável do que a ingestão inteira do vegetal em sua forma natural . Eles afirmam que os vegetais em sua forma integral contêm fibras saudáveis que são perdidas durante o processamento do suco. E que para aqueles que estão preocupados em perder peso, devem ter em mente que alguns sucos contêm açúcar e que estas calorias extras podem levá-los ao resultado inverso. 